# Tropheops microstoma
Tropheops microstoma és una espècie de peix pertanyent a la família dels cíclids i al superordre dels acantopterigis.

## Etimologia
L'epítet microstoma prové del grec i vol dir boca petita.

## Descripció
Fa 9,8 cm de llargària màxima. Aleta dorsal amb 18 espines i 9 radis. Anal amb 3 espines i 8 radis. Línia lateral amb 31 escates. 3 fileres d'escates a les galtes. Boca en posició inferior. 6 fileres de dents a la mandíbula inferior i 7 a la superior. 8 dents a la banda esquerra de la mandíbula inferior. Tots dos sexes tenen franges molt amples que arriben fins a la panxa. El mascle és gairebé completament blau amb bandes blaves molt fosques (les quals desapareixen o són incompletes al peduncle caudal), té els radis de les aletes caudal i dorsal de color blau brillant i les membranes grogues, mentre que l'aleta anal és principalment de color negre o blau molt fosc amb una banda blava clara. Les femelles són de color marró clar amb les escates del cos de color blau clar al centre; tenen franges amples de color marró fosc que s'estenen a l'aleta dorsal i formen grans taques de color marró fosc a la meitat proximal de l'aleta (la resta de l'aleta dorsal és de color marró clar amb taques crema que formen una franja); les galtes i l'opercle inferior amb reflexos blaus; la taca de l'opercle de color gris verdós i envoltada de reflexos blau-verd; les aletes anal i pelvianes amb les vores blanques, les espines de color marró fosc i els radis oliva fosc; l'aleta caudal amb els radis marrons i les membranes de color beix cremós; i les aletes pectorals clares.

## Reproducció
Les femelles són incubadores bucals.

## Alimentació
Es nodreix d'invertebrats i d'algues que creixen a les roques. El seu nivell tròfic és de 2,75.

## Hàbitat i distribució geogràfica
És un peix d'aigua dolça, demersal i de clima tropical (24 °C-26 °C; 13°S-15°S), el qual viu a Àfrica sud-oriental: és un endemisme de les badies arrecerades i d'aigües tranquil·les amb sediments o sense del llac Malawi a Malawi.

## Observacions
És inofensiu per als humans, el seu índex de vulnerabilitat és baix (14 de 100), els joves són coneguts per amagar-se en closques buides de Lanistes nyassanus i les seues principals amenaces són la sobrepesca i el seu àmbit geogràfic tan restringit.